# Cayman Airways
Cayman Airways là hãng hàng không quốc gia của Quần đảo Cayman thuộc Anh. Với trụ sở chính tại George Town, Grand Cayman. Hãng hoạt động chủ yếu như một hãng vận chuyển hành khách theo lịch trình quốc tế và nội địa, với các dịch vụ vận chuyển hàng hóa có sẵn trên hầu hết các tuyến đường.
Văn phòng công ty Cayman Airways đặt tại George Town và tọa lạc tại 91 Owen Roberts Drive gần như đối diện với cơ sở bảo dưỡng máy bay của Cayman Airways tọa lạc tại 54 Owen Roberts Drive. Owen Roberts Drive là con đường chính dẫn đến Sân bay Quốc tế Owen Roberts ở Grand Cayman.

## Điểm đến

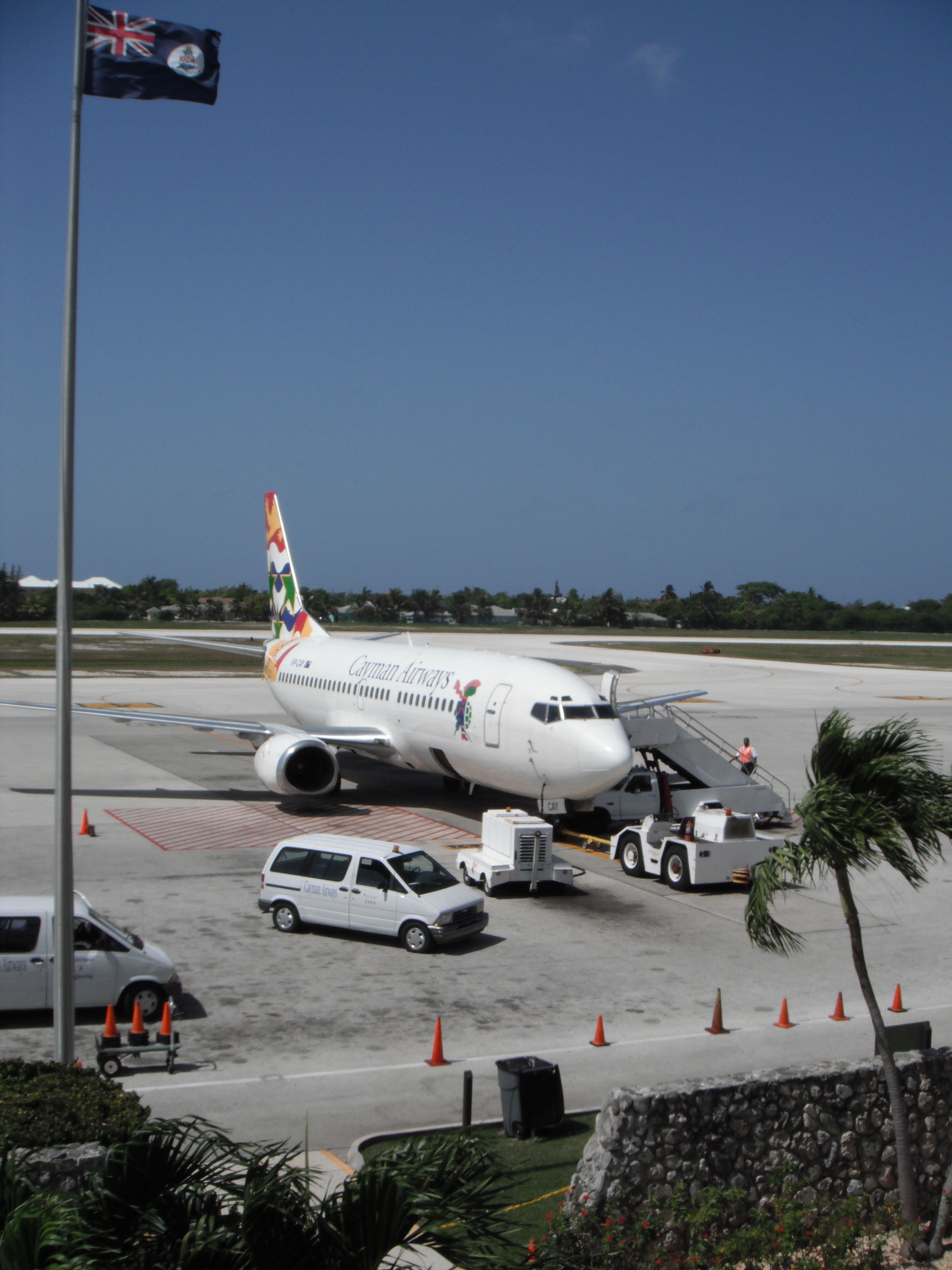
Một chiếc máy bay Boeing 737 của Cayman Airways tại Sân bay Quốc tế Owen Roberts (GCM) đang chuẩn bị khởi hành đến Sân bay Quốc tế Tampa (TPA).

In đậm: Seasonal  ;  In đậm và xiên: Tên quốc gia
| Quốc gia / Thành phố | IATA | ICAO | Sân bay                                       | Ghi chú      |
| -------------------- | ---- | ---- | --------------------------------------------- | ------------ |
| Quần đảo Cayman      |      |      |                                               |              |
| Cayman Brac          | CYB  | MWCB | Sân bay quốc tế Charles Kirkconnell           |              |
| Grand Cayman         | GCM  | MWCR | Sân bay quốc tế Owen Roberts                  | Trụ sở chính |
| Little Cayman        | LYB  | MWCL | Sân bay Edward Bodden (Sân bay Little Cayman) |              |
| Cuba                 |      |      |                                               |              |
| Havana               | HAV  | MUHA | Sân bay quốc tế José Martí                    |              |
| Honduras             |      |      |                                               |              |
| Roatán               | RTB  | MHRO | Sân bay quốc tế Juan Manuel Gálvez            |              |
| Jamaica              |      |      |                                               |              |
| Kingston             | KIN  | MKJP | Sân bay quốc tế Norman Manley                 |              |
| Montego Bay          | MBJ  | MKJS | Sân bay quốc tế Sangster                      |              |
| Hoa Kỳ               |      |      |                                               |              |
| Denver               | DEN  | KDEN | Sân bay quốc tế Denver                        |              |
| Miami                | MIA  | KMIA | Sân bay quốc tế Miami                         |              |
| Thành phố New York   | JFK  | KJFK | Sân bay quốc tế John F. Kennedy               |              |
| Tampa                | TPA  | KTPA | Sân bay quốc tế Tampa                         |              |

## Đội bay

### Đội bay hiện tại
Đội bay Cayman Airways bao gồm các máy bay sau được tính kể từ tháng 1 năm 2022:
| Máy bay                                  | Đang hoạt động | Đặt hàng | Hành khách | Hành khách | Hành khách | Ghi chú |
| Máy bay                                  | Đang hoạt động | Đặt hàng | C          | Y          | Toàn bộ    | Ghi chú |
| ---------------------------------------- | -------------- | -------- | ---------- | ---------- | ---------- | --- |
| Boeing 737 MAX 8                         | 4              | -        | 16         | 144        | 160        | Thay thế cho chiếc Boeing 737-300                                                                              |
| Saab 340B                                | 2              | -        | -          | 34         | 34         | Điều hành bởi Cayman Airways Express                                                                           |
| de Havilland Canada DHC-6-300 Twin Otter | 2              | -        | -          | 15 - 19    | 15 - 19    | Được khai thác bởi Cayman Airways Express cho các chuyến bay từ Grand Cayman và Cayman Brac đến Little Cayman. |

### Đội bay cũ
Đội bay trước đây của Cayman Airways bao gồm các máy bay sau (tính đến tháng 10 năm 2021):
| Máy bay        | Tổng số đã nghỉ hưu | Trong kho lưu trữ | Hành khách | Hành khách | Hành khách | Ghi chú |
| Máy bay        | Tổng số đã nghỉ hưu | Trong kho lưu trữ | C          | Y          | Toàn bộ    | Ghi chú |
| -------------- | ------------------- | ----------------- | ---------- | ---------- | ---------- | --- |
| Boeing 737-800 | 1                   | 1                 | -          | N/A        | N/A        | Đã nghỉ hưu và được thay thế bởi Boeing 737 MAX 8 . |
| Boeing 737-400 | 3                   | 3                 | 10         | 120        | 130        | |
| Boeing 737-300 | 6                   | 1                 | 8          | 114        | 122        | (vp-cay), (vp-cky), (vp-ckw) và (vp-ckz) đã nghỉ hưu và được thay thế bởi Boeing 737 MAX 8 .                                                                      |
| Boeing 737-200 | 11                  | 3                 | 8          | 104        | 112        | Khoảng năm 1986, CAL thuê 1 chiếc từ Dan-Air (London). Tháng 3 năm 1991 CAL bắt đầu cho thuê những chiếc khác và loại này vẫn hoạt động cho đến tháng 1 năm 2009. |
| Boeing 727-200 | 2                   | -                 | -          | 134        | 134        | Chiếc đầu tiên được lấy từ Air Florida vào tháng 11 năm 1982. Một chiếc 727-200 khác sau đó cũng được lấy từ Air Florida.                                         |
| Boeing 727-100 | 2                   | -                 | -          | 106        | 106        | Năm 1987, một chiếc 727-100 được mua từ Dan-Air (London). Năm 1999, CAL đã mua được chiếc 727-100, chiếc khác là chiếc 727 tư nhân của Forbes.                    |

## Biểu trưng
Linh vật của công ty là Ngài Rùa nguyên bản do Suzy Soto thiết kế. Trong bản thiết kế đầu tiên thì Ngài Rùa không có chiếc khăn bay màu đỏ. Thiết kế ban đầu đó đã được Hải quan Quần đảo Cayman sử dụng trên nhãn dán hành lý và cũng trở thành biểu tượng của Bộ Du lịch khi đó do Eric Bergstrom đứng đầu. Chiếc khăn bay màu đỏ sau đó được Đại úy Wilbur Thompson, phi công trưởng của Cayman Airways, thêm vào cho Ngài vào năm 1978, và Ngài Rùa đã được sửa đổi trở thành logo mới của hãng hàng không.